# Zwarte Madonna (gebouw)
De Zwarte Madonna was een woongebouw in het centrum van Den Haag, aan de Turfmarkt nabij het Prins Bernhardviaduct. Het was een ontwerp van Carel Weeber en werd in 1985 opgeleverd. De bouwstijl behoorde tot het neorationalisme. In 2007 is het gebouw gesloopt.
Het complex was een gesloten rechthoekig woonblok rond een binnentuin waaronder een autoparkeergarage in het toenmalige Haagse Spuikwartier.  Het bestond uit 336 deels sociale woningen met 550 bewoners, winkelruimtes aan de begane grond plint langs de Turfmarkt en dus een parkeergarage. Er waren een-, twee-, drie- en vierkamerwoningen. De buitenkant van het complex was bekleed met prefab-betonelementen, bekleed met voor het pand typerende zwarte tegels. Het was de bedoeling om de buitenkant wit te maken, maar er werden meer witte gebouwen neergezet in de omgeving (onder andere het nieuwe stadhuis). De gevels aan de binnenzijde werden wel bekleed met witte panelen. Het woongebouw maakte deel uit van het stedenbouwkundig plan voor het Spuikwartier van Carel Weeber.

## Besluit tot sloop 2001
In 2001 besloot de Haagse gemeenteraad o.l.v. PvdA wethouder Peter Noordanus het gebouw te slopen, als onderdeel van een al eerder voorgenomen vernieuwing van het Spuikwartier Het moest plaatsmaken voor de nieuwbouw van de ministeries van Justitie en Binnenlandse Zaken en Koninkrijksrelaties, het z.g. JuBi-Kavel. De Duitse architect Hans Kollhoff ontwierp daartoe een nieuw plan voor het gebied. Zijn plan voorzag in twee nieuwe torens van 146 meter, waarin de twee ministeries werden ondergebracht, het JuBi-gebouw, en een woontoren van 131 meter, ontworpen door Rapp+Rapp. Deze toren draagt de naam 'De Kroon'. Oppositiepartijen in de gemeenteraad presenteerden vergeefs een alternatief plan, waardoor het pand kon worden behouden.

## Verzet
De gemeente bood bewoners een andere woning aan, van welk aanbod de meeste gebruik maakten. Maar lang niet alle bewoners waren bereid te vertrekken. Daardoor ontstond een jarenlange rechtsstrijd tussen de gemeente en een harde kern van twaalf bewoners die zich verzetten tegen de sloop en hun gedwongen vertrek. Zij noemden zich De twaalf laatste Zwarte Madonnikanen. Daarbij ging het hun zowel om het feit dat de gemeente hun woning afpakte op die plek vlakbij NS-station CS en in het centrum van de stad, alsmede dat het een uniek bouwwerk betrof. Met de sloop zouden 336 huurwoningen verloren gaan, waarvan een derde in de sociale sector. Daarvoor zouden 500 woningen in de plaats komen, waarvan 100 in de sociale sector. Om te voorzien in de onkosten van de griffiegelden voor de rechtzaken werd de Stichting Vrienden van de Zwarte Madonna.opgericht, die dankzij haar donateurs deze gelden kon bekostigen.  Over het omstreden voornemen tot sloop werden zelfs Kamervragen gesteld.   De gemeente Den Haag trachtte langs gerechtelijke weg te bewerkstelligen de betreffende huurovereenkomsten te mogen opzeggen. De bewoners bleven op hun beurt het besluit tot de sloop ook aanvechten tot aan de Raad van State. Dit laatste op grond van het gegeven dat het ontwerp in strijd was met de de vgl. de wet noodzakelijke Milieu Effect Reportage.

## Ontruiming mei 2007
"De laatste der Zwarte Madonnikanen", zoals de overgebleven groep van twaalf bewoners van het pand zich ook wel noemde, met een knipoog naar de titel van het boek van James Fennimore Cooper, hebben donderdagmiddag 31 mei 2007 vrijwillig de woning verlaten en ontruimd. Met het vertrek van de bewoners was de weg vrij voor de sloop van het gebouw en de bouw van de nieuwe torens. De laatste twaalf huurders troffen in januari 2007 een schikking met de gemeente, waarvan zij de inhoud niet bekend mochten maken op straffe van 1,5 maal het overeeengekomen geldbedrag als boete te betalen aan de gemeente Den Haag. Vgl. de media In ruil voor een bedrag van 40.000 euro per huurwoning beloofden  de huurderj hun woning voor 1 juni te verlaten., waarbij de gemeente Den Haag, met als uitzondering Ir. Onderwater die naar verluidt als genoegdoening €100.000 ontving. 
De sloopwerkzaamheden begonnen uiteindelijk op 6 juni 2007 en werden later dat jaar afgerond.
In 2008 werd met de bouw van de ministeries en de woontoren begonnen. De Kroon is in 2011 opgeleverd, de ministeries waren een jaar later klaar. In 2010 verscheen 'postuum' een boekje over het roemruchte pand, geschreven door Paul Groenendijk De Zwarte Madonna. De onfortuinlijke geschiedenis van een Haags woningbouwcomplex.